# Krzysztof Hotowski

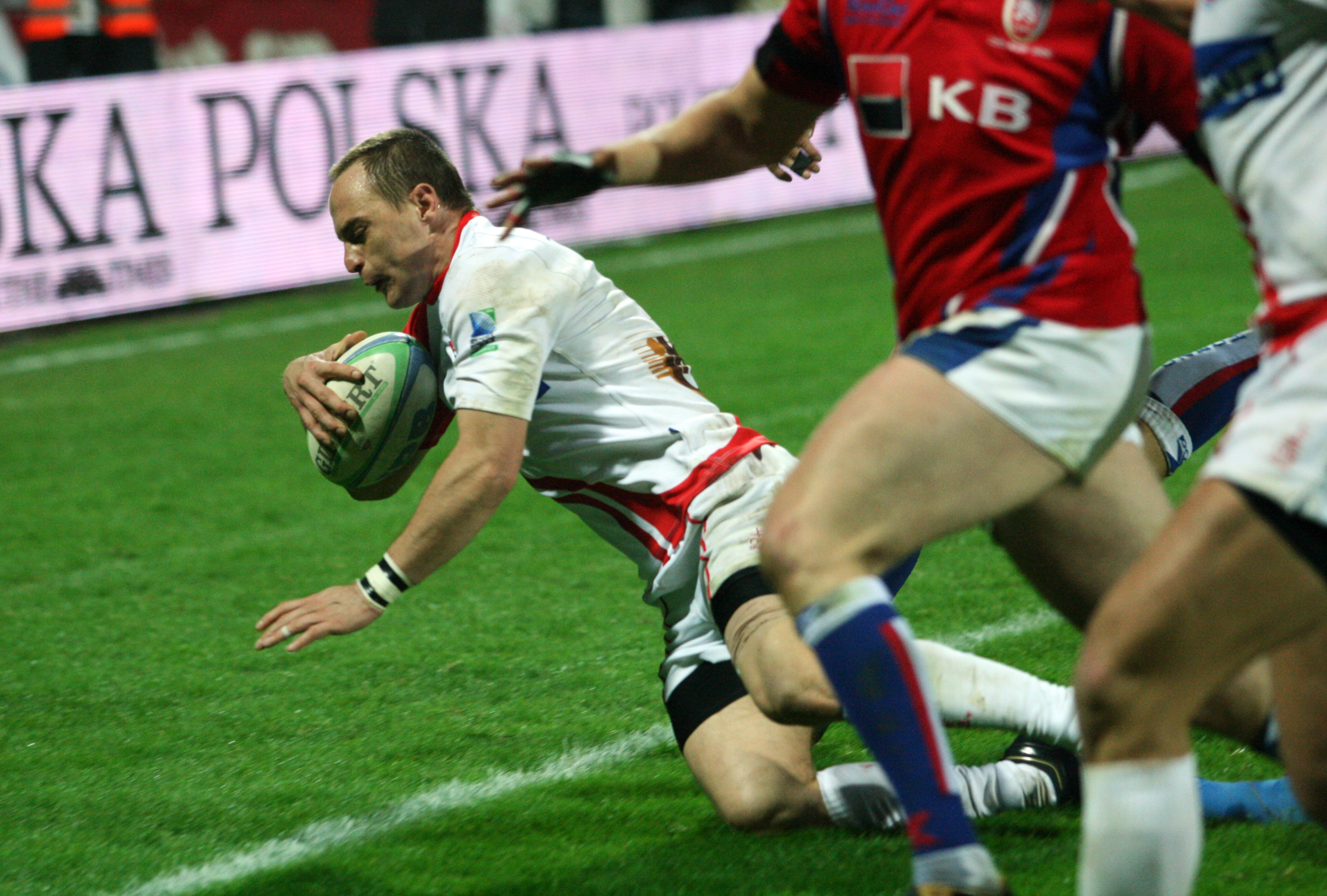
Hotowski podczas meczu reprezentacji Polski

Krzysztof Hotowski (ur. 25 listopada 1981 w Zgierzu) – polski rugbysta występujący na pozycji środkowego ataku lub skrzydłowego we francuskim klubie Racing club Vichy. Reprezentant Polski, trzykrotnie wybierany najlepszym polskim zawodnikiem.

## Kariera klubowa
Hotowski grę w rugby rozpoczynał w klubie UKS Tygrysy Ozorków (wraz z Maciejem Pabjańczykiem), zaś w 1995 roku trafił do juniorskiej drużyny Budowlanych Łódź. Od 2000 roku występował w pierwszej drużynie. Na szczeblach młodzieżowych zdobył srebrny medal Mistrzostw Polski kadetów (1998) oraz dwa brązowe wśród juniorów (1999, 2000). W drużynie seniorskiej dwukrotnie zdobył Mistrzostwo Polski (2006 i 2007), dokładając do tego cztery srebrne medale (2003, 2004, 2005, 2008). Indywidualnie trzykrotnie znalazł się w pierwszej dziesiątce najlepiej punktujących zawodników w lidze. W 2005 roku został sklasyfikowany na siómym miejscu w plebiscycie Dziennika Łódzkiego na sportowca roku. Dwa lata z rzędu (w 2005 i 2006 roku) zdobywał tytuł najlepszego rugbysty w Polsce; wyróżnienie to otrzymał również w roku 2009. W 2007 roku pełnił funkcję kapitana drużyny łódzkich Budowlanych
Po sezonie 2007/2008 wraz z kilkoma innymi zawodnikami Budowlanych wyjechał na testy do Francji, po których zakończeniu podpisał kontrakt z US Beaurepaire. Nowa drużyna występowała w lidze Fédérale 1, jednak nie zdołała się w niej utrzymać i spadła do Fédérale 2. Po zakończeniu sezonu we Francji, dołączył do zespołu z Łodzi w czterech decydujących meczach sezonu w lidze polskiej. Wystąpił również w finałowym meczu z Arką Gdynia, w którym zdobył swój trzeci tytuł mistrza Polski.
We Francji Hotowski przeniósł się do innego klubu z ligi Fédérale 2, US Nevers (USON Rugby), z którą to jednak wywalczył awans do wyższej klasy. Od 2010 roku występował w Fédérale 1. Nevers w sezonie 2010/2011, będąc beniaminkiem, zajęło piąte miejsce. W czerwcu 2011 roku Hotowski ponownie wziął udział w decydującym starciu w polskiej lidze, jednak tym razem Budowlani ulegli gdyńskiej Arce. Po meczu finałowym Komisja Gier i Dyscypliny PZRugby ukarała Hotowskiego naganą za wykrycie w jego organizmie „niedozwolonych stymulantów”. 
Latem 2012 roku przeniósł się do grającego poziom niżej zespołu RC Vichy.
W 2013 Światowa Agencja Antydopingowa (WADA) częściowo zmieniła decyzję Polskiego Związku Rugby i orzekła dyskwalifikację Krzysztofa Hotowskiego na okres jednego dwóch lat.

### Statystyki
| Liczba punktów na sezon | Liczba punktów na sezon | Liczba punktów na sezon | Liczba punktów na sezon |
| Sezon                   | Msc.                    | L. pkt.                 | Klub                    |
| ----------------------- | ----------------------- | ----------------------- | ----------------------- |
| 2000/01                 | b.d.                    | b.d.                    | Budowlani Łódź          |
| 2001/02                 | b.d.                    | b.d.                    | Budowlani Łódź          |
| 2002/03                 | 33.                     | 25                      | Budowlani Łódź          |
| 2003/04                 | 15.                     | 50                      | Budowlani Łódź          |
| 2004/05                 | 15.                     | 40                      | Budowlani Łódź          |
| 2005/06                 | 9.                      | 85                      | Budowlani Łódź          |
| 2006/07                 | 8.                      | 110                     | Budowlani Łódź          |
| 2007/08                 | 5.                      | 90                      | Budowlani Łódź          |
| 2008/09                 |                         | 10                      | Budowlani Łódź          |
| 2010/11                 |                         | 0                       | Budowlani Łódź          |

## Kariera reprezentacyjna
Krzysztof Hotowski występował w reprezentacji juniorskiej, natomiast w kadrze seniorów zadebiutował w 2002 roku. Z czasem stał się jednym z podstawowych zawodników polskiej drużyny, a 125 punktów, na które złożyło się 25 przyłożeń, plasuje go w ścisłej czołówce najlepiej punktujących zawodników w historii reprezentacji.
W latach 2004–2006 Hotowski występował również w reprezentacji w rugby siedmioosobowym

### Statystyki
Stan na 1 czerwca 2013 r. Wynik reprezentacji Polski zawsze podany w pierwszej kolejności.
| Drużyna narodowa | Rok  | Mecze | Punkty |
| ---------------- | ---- | ----- | ------ |
| Polska           |      |       |        |
| 2002             | 2    | 5     |        |
| 2003             | 4    | 5     |        |
| 2004             | 4    | 0     |        |
| 2005             | 4    | 0     |        |
| 2006             | 3    | 30    |        |
| 2007             | 4    | 20    |        |
| 2008             | 3    | 15    |        |
| 2009             | 3    | 15    |        |
| 2010             | 4    | 10    |        |
| 2011             | 5    | 10    |        |
| 2012             | 3    | 10    |        |
| 2013             | 3    | 5     |        |
| Suma             | Suma | 42    | 125    |

| Występy w reprezentacji Polski | Występy w reprezentacji Polski | Występy w reprezentacji Polski           | Występy w reprezentacji Polski | Występy w reprezentacji Polski | Występy w reprezentacji Polski |
| Lp.                            | Data                           | Stadion, miasto                          | Przeciwnik                     | Wynik                          | Zdobyte punkty                 |
| ------------------------------ | ------------------------------ | ---------------------------------------- | ------------------------------ | ------------------------------ | ------------------------------ |
| 1.                             | 5.10.2002                      | Centrala IP, Lund                        | Szwecja                        | 14:7                           | 0                              |
| 2.                             | 19.10.2002                     | Kijów                                    | Ukraina                        | 11:20                          | 5 (P)                          |
| 3.                             | 29.03.2003                     | Stadion GOSiR, Gdynia                    | Niemcy                         | 15:37                          | 0                              |
| 4.                             | 10.05.2003                     | Stadion GOSiR, Gdynia                    | Holandia                       | 13:13                          | 0                              |
| 5.                             | 11.10.2003                     | Stadion GOSiR, Gdynia                    | Szwecja                        | 36:0                           | 5 (P)                          |
| 6.                             | 25.10.2003                     | Stadion Budowlanych, Łódź                | Ukraina                        | 13:24                          | 0                              |
| 7.                             | 24.04.2004                     | Nationaal Rugby Centrum, Amsterdam       | Holandia                       | 18:29                          | 0                              |
| 8.                             | 16.05.2004                     | Heidelberg                               | Niemcy                         | 10:34                          | 0                              |
| 9.                             | 2.10.2004                      | Stadion GOSiR, Gdynia                    | Szwajcaria                     | 20:15                          | 0                              |
| 10.                            | 6.11.2004                      | Marsa                                    | Malta                          | 38:13                          | 0                              |
| 11.                            | 23.04.2005                     | Sofia                                    | Bułgaria                       | 49:10                          | 0                              |
| 12.                            | 7.05.2005                      | Stadion Budowlanych, Łódź                | Serbia i Czarnogóra            | 18:11                          | 0                              |
| 13.                            | 29.10.2005                     | Stadion Ogniwa, Sopot                    | Andora                         | 18:14                          | 0                              |
| 14.                            | 13.11.2005                     | Estadio Nacional Complutense, Madryt     | Hiszpania                      | 12:68                          | 0                              |
| 15.                            | 23.04.2006                     | Nationaal Rugby Centrum, Amsterdam       | Holandia                       | 20:22                          | 10 (2P)                        |
| 16.                            | 7.10.2006                      | Stadion Juvenii, Kraków                  | Andora                         | 54:8                           | 10 (2P)                        |
| 17.                            | 18.10.2006                     | Makarska                                 | Chorwacja                      | 12:11                          | 10 (2P)                        |
| 18.                            | 5.05.2007                      | Ryga                                     | Łotwa                          | 33:9                           | 5 (P)                          |
| 19.                            | 19.05.2007                     | Stadion Miejski, Siedlce                 | Malta                          | 36:3                           | 0                              |
| 20.                            | 29.09.2007                     | Campus Del Consell, Andora               | Andora                         | 33:5                           | 15 (3P)                        |
| 21.                            | 27.10.2007                     | Stadion GOSiR, Gdynia                    | Chorwacja                      | 14:15                          | 0                              |
| 22.                            | 26.04.2008                     | Stadion Gwardii, Koszalin                | Łotwa                          | 55:0                           | 10 (2P)                        |
| 23.                            | 5.10.2008                      | Stadion Budowlanych, Łódź                | Ukraina                        | 12:13                          | 0                              |
| 24.                            | 15.11.2008                     | Stadion miejski, Ostrawa                 | Czechy                         | 13:7                           | 5 (P)                          |
| 25.                            | 30.05.2009                     | Stadion Polonii, Warszawa                | Belgia                         | 14:3                           | 5 (P)                          |
| 26.                            | 12.09.2009                     | Stadion Spartak, Kijów                   | Ukraina                        | 12:19                          | 5 (P)                          |
| 27.                            | 25.09.2009                     | Stadion Polonii, Warszawa                | Czechy                         | 5:19                           | 5 (P)                          |
| 28.                            | 24.04.2010                     | Stadion Króla Baudouina I, Bruksela      | Belgia                         | 8:29                           | 0                              |
| 29.                            | 9.10.2010                      | Stadion ragby Císařka, Praga             | Czechy                         | 15:20                          | 10 (2P)                        |
| 30.                            | 13.11.2010                     | Narodowy Stadion Rugby, Gdynia           | Mołdawia                       | 25:36                          | 0                              |
| 31.                            | 20.11.2010                     | Feldgerichtstraße, Frankfurt nad Menem   | Niemcy                         | 22:17                          | 0                              |
| 32.                            | 12.03.2011                     | Narodowy Stadion Rugby, Gdynia           | Belgia                         | 28:21                          | 0                              |
| 33.                            | 16.04.2011                     | Stadion Suche Stawy, Kraków              | Holandia                       | 32:18                          | 5 (P)                          |
| 34.                            | 15.10.2011                     | Stadion Sandecji, Nowy Sącz              | Czechy                         | 20:13                          | 0                              |
| 35.                            | 12.11.2011                     | Stadion Dinamo, Kiszyniów                | Mołdawia                       | 17:17                          | 0                              |
| 36.                            | 19.11.2011                     | Stadion MOSiR, Gdańsk                    | Niemcy                         | 34:8                           | 5 (P)                          |
| 37.                            | 7.04.2012                      | Stadion Króla Baudouina I (A2), Bruksela | Belgia                         | 13:20                          | 0                              |
| 38.                            | 21.04.2012                     | Nationaal Rugby Centrum, Amsterdam       | Holandia                       | 32:19                          | 10 (2P)                        |
| 39.                            | 3.11.2012                      | Stadion MOSiR, Gdańsk                    | Niemcy                         | 22:13                          | 0                              |
| 40.                            | 30.03.2013                     | Narodowy Stadion Rugby, Gdynia           | Ukraina                        | 13:12                          | 0                              |
| 41.                            | 13.04.2013                     | Stadion Dinamo, Kiszyniów                | Mołdawia                       | 20:24                          | 5 (P)                          |
| 42.                            | 1.06.2013                      | Korsängens IP, Enköping                  | Szwecja                        | 11:19                          | 0                              |